# Hillerslev Herred
Hillerslev Herred var et herred i det tidligere Thisted Amt, nuværende Region Nordjylland
Herredet hørte i middelalderen til Thysyssel. Fra 1660 kom det meste under Ørum Amt , og en del kort under Vestervig Klosters Amt. Allerede i 1664 blev det hele lagt under Dueholm Amt 
Flg. sogne ligger i Hillerslev Herred:
- Hansted Sogn – Hanstholm Kommune
- Hillerslev Sogn – Thisted Kommune
- Hjardemål Sogn – Hanstholm Kommune
- Hunstrup Sogn – Thisted Kommune
- Klitmøller Sogn – Hanstholm Kommune
- Kåstrup Sogn – Thisted Kommune
- Nors Sogn – Thisted Kommune
- Ræhr Sogn – Hanstholm Kommune
- Sennels Sogn – Thisted Kommune
- Tved Sogn – Thisted Kommune
- Vester Vandet Sogn – Thisted Kommune
- Vigsø Sogn – Hanstholm Kommune
- Øster Vandet Sogn – Thisted Kommune
- Østerild Sogn – Thisted Kommune

Valgmenighed
- Thy Valgmenighed